# منظمة 23 مارس
منظمة 23 مارس (بالفرنسية: le Mouvement du 23 mars)‏ هي منظمة ماركسية لينينية مغربية تأسست في 23 مارس 1970.

## الخلفية التاريخية
بعد انتفاضة 1965، لم يغفر الكثير من الشباب المغربي للدولة عمليات القتل، خاصة مع غياب التحقيق والمسائلة واستمرار المسؤولين في مناصبهم، من بينهم الجنرال محمد أوفقير الذي كان الرجل الثاني في الدولة بعد الحسن الثاني، لذلك، بدأ التفكير الجدي في خلق منظمة تتبنى العنف والتغيير الجذري في مواقفها بعيدا عن الأحزاب التي كانت مقيدة بالقانون، خاصة مع الهزيمة العربية أمام إسرائيل في 67، وانتشار الفكر الشيوعي بين الشباب المغاربة.
لذلك، تكونت مجموعات شبابية من الاتحاد الوطني لطلبة المغرب، والحزب الشيوعي المغربي، والاتحاد المغربي للشغل، إضافة للكثير من المستقلين، ومن داخل الاتحاد الوطني للقوات الشعبية، تكونت نواة سيكون لها فيما بعد دور كبير في تأسيس منظمة 23 مارس، وضمت كل من أحمد حرزني، البردوزي، بوعبيد حمامة، سيون أسيدون، محمد الحبيب طالب.
المنظمة التي أعلنت عن نفسها سنة 1970، آمنت بأن التغيير بالحوار أمر مستحيل، وأن الواجب هو الثورة عبر حزب يحمل أفكار البروليتاريا ويقلب الحكم إلى جمهورية، خاصة وأن كل شروط الثورة قد أينعت، وقد أرادت المنظمة التمهيد لهدفها عبر ثلاث مراحل كبرى: الأولى نشر الفكر الثوري لدى عموم المواطنين، الثانية تأسيس حزب شعبي ثوري، والثالثة تعبئة الشعب المغربي من أجل أخذ السلطة.
ورغم أن العنف كان عنصر وجودها الأول، إلا أنه بقي حبيس خطابات هذه الحركة التي عانت تضييقا شديدا من طرف قوات الأمن، وبعد سنوات من الاشتغال السري، تمت فيها الكثير من التحولات، قررت الحركة الثورية الانتقال إلى العمل القانوني لتنشئ حزب منظمة العمل الديمقراطي الشعبي سنة 1983، وذلك بعد عودة قيادات الحركة من المنفى وعلى رأسهم محمد الحبيب طالب، محمد بن سعيد أيت إيدر، إبراهيم ياسين، وآخرون.،،،